# Wanklov motor
Wanklov motor (tudi Wanklov krožni motor, oziroma Wanklov rotacijski motor) je vrsta motorja z notranjim zgorevanjem.

## Opis motorja
Motorje z vrtečim se batom ali rotacijske motorje imenujemo po njihovem izumitelju Felixu Wanklu tudi wanklove motorje. Velika prednost wanklovega motorja je v tem, da se bat ne giblje gor in dol, marveč se vrti. Motor je manjši, lažji in ima manj premičnih delov kot običajni motor s premočrtno gibajočim se batom.
Wanklov motor je sestavljen iz ovalnega, v sredini nekoliko stisnjenega ohišja (trohoidno ohišje), v katero se prilega rotor (bat) v obliki trikotnika z izbočenimi stranicami. S sestavljanjem dveh ali več takih motorjev dobimo večrotorski motor, ki ima večje zmogljivosti. Pri vsakem vrtljaju rotorja se motorna gred (pogonska gred) trikrat zavrti. Rotor se obrača v ohišju ekscentrično, in sicer tako, da so njegovi trije vogali vedno na steni ohišja. Rotor je z motorno gredjo povezan s planetnim gonilom. Med tremi stranicami rotorja in notranjo steno ohišja so trije delovni prostori, katerih prostornina se med vrtenjem rotorja stalno spreminja.
V ohišju sta nameščeni tudi ena ali dve svečki in po ena sesalna ter izpušna odprtina, ki ju eno za drugo odpira vrteči se rotor. V vsakem delovnem prostoru poteka tako pri vsakem vrtljaju rotorja štiritakten proces, ki ustreza štiritaktnemu procesu običajnega batnega motorja: sesanje, kompresija, delo, izpuh. Ker so med rotorjem in ohišjem trije delovni prostori (komore), opravi motor pri vsakem vrtljaju motorja tri delovne takte.
Rotor je na treh vogalih (temenih) in na bokih, torej na vseh stičnih površinah z ohišjem, tako zatesnjen, da plini ne morejo iz ene delovne komore v drugo.
Večina wanklovih motorjev ima uplinjač, vendar obstajajo tudi taki z vbrizgavanjem goriva.
Wanklov motor v glavnem hladi voda, rotor pa še dodatno zrak. Povsem zračno hlajenih rotacijskih motorjev v avtomobile ne vgrajujejo.

### Delovni proces wanklovega rotacijskega motorja
1. sesanje: ko eden od rotorjevih vogalov med drsenjem po ohišju odpre sesalni kanal, priteka zmes bencina in zraka v komoro, katere prostornina se med vrtenjem rotorja povečuje.
2. kompresija: pri nadaljnjem vrtenju rotorja se prostornina komore, v kateri je zmes, manjša. Na ta način se zmes komprimira (stisne).
3. delo: iskra s svečk(e) vžge zmes. Zgoreli plini se širijo in poganjajo rotor v vrtenje. Prostornina komore se spet veča.
4. izpuh: prva tesnilna letev komore zdrsne naprej ob izpušnem kanalu in ga tako odpre. Opisani delovni proces se odvija v vseh treh komorah.